# Luke Chambers (football, 2004)
Pour les articles homonymes, voir Luke Chambers.
Luke Chambers, né le 24 juin 2004 à Preston, est un footballeur anglais qui évolue au poste d'arrière gauche au Wigan Athletic en prêt de Liverpool FC.

## Biographie

### Carrière en club
Formé au Liverpool FC, dont il a intégré l'académie dès les moins de 9 ans, Luke Chambers signe son premier contrat avec les Reds en juillet 2021,.
Lors de la saison 2021-22, il devient un élément central de l'équipe des moins de 18 ans qui évolue en U18 Premier League Division 1, dont il récupère le brassard de capitaine, tout en s'illustrant régulièrement face au but. Il joue également en Premier League 2 avec les moins de 23 ans et en UEFA Youth League, où les moins de 19 ans liverpuldiens atteignent les quarts de finale.
Le 30 janvier 2023, il est prêté à Kilmarnock pour le reste de la saison,, s'illustrant rapidement en championnat d'Écosse,,.
Le 12 janvier 2024, il est prêté à Wigan Athletic.

### Carrière en sélection
En juin 2022 Luke Chambers est sélectionné en équipe d'Angleterre pour prendre part à l'Euro des moins de 19 ans en 2022.
Entrant régulièrement en jeu lors de la compétition qui a lieu en Slovaquie, il est notamment titulaire à gauche lors du dernier match de poule contre Israël, une victoire 1-0 qui confirme la première place des Anglais. Son équipe atteint ensuite la finale du championnat continental, après avoir battu l'Italie en demi-finale.

## Style de jeu
Arrière gauche habile ballon au pied, Luke Chambers dépanne aussi régulièrement au poste de défenseur central. Habile face au but, capable de faire des différences individuelles, il prend également régulièrement la responsabilité de tirer les penaltys.

## Palmarès
| Angleterre -19 ans - Championnat d'Europe - Vainqueur en 2022 |